# Błękitny deszcz
Błękitny deszcz (ang. Powder Blue) – dramat produkcji amerykańskiej z 2009 roku w reżyserii Timothy Linh Bui. Film ten jest ostatnim występem przed śmiercią znanego aktora Patricka Swayze, która nastąpiła 14 września 2009 roku.

## Opis fabuły
Film opowiada historię czterech osób których życiowe ścieżki przecinają się w wigilię Bożego Narodzenia. Patrick Swayze gra parszywego właściciela klubu ze striptizem, gdzie zatrudniona jest tancerka, w którą wciela się Jessica Biel. Postać ta ma syna, który jest w śpiączce. Młody grabarz odwiedzający klub, grany przez Eddiego Redmayna zakochuje się w tancerce. Kolejną postać odtwarza Kris Kristofferson, który wciela się w rolę szefa organizacji przestępczej i który próbuje przekonać jednego ze swoich byłych podwładnych (Ray Liotta), aby nie szukał zemsty na byłych współpracownikach. Postać grana przez Liottę okazuje się być ojcem tancerki. Forest Whitaker, który był także producentem tego filmu, gra byłego księdza o skłonnościach samobójczych. Niespodziewanie, transseksualna prostytutka, zagrana przez Alejandro Romero, zostaje połączona więzią z byłym księdzem.

## Obsada
- Jessica Biel jako Rose-Johnny
- Forest Whitaker jako Charlie
- Patrick Swayze jako Velvet Larry
- Ray Liotta jako Jack Doheny
- Lisa Kudrow jako Sally
- Eddie Redmayne jako Qwerty Doolittle
- Kris Kristofferson jako Randall
- Alejandro Romero jako Lexus